# Médaille Davy
Pour les articles homonymes, voir Davy.

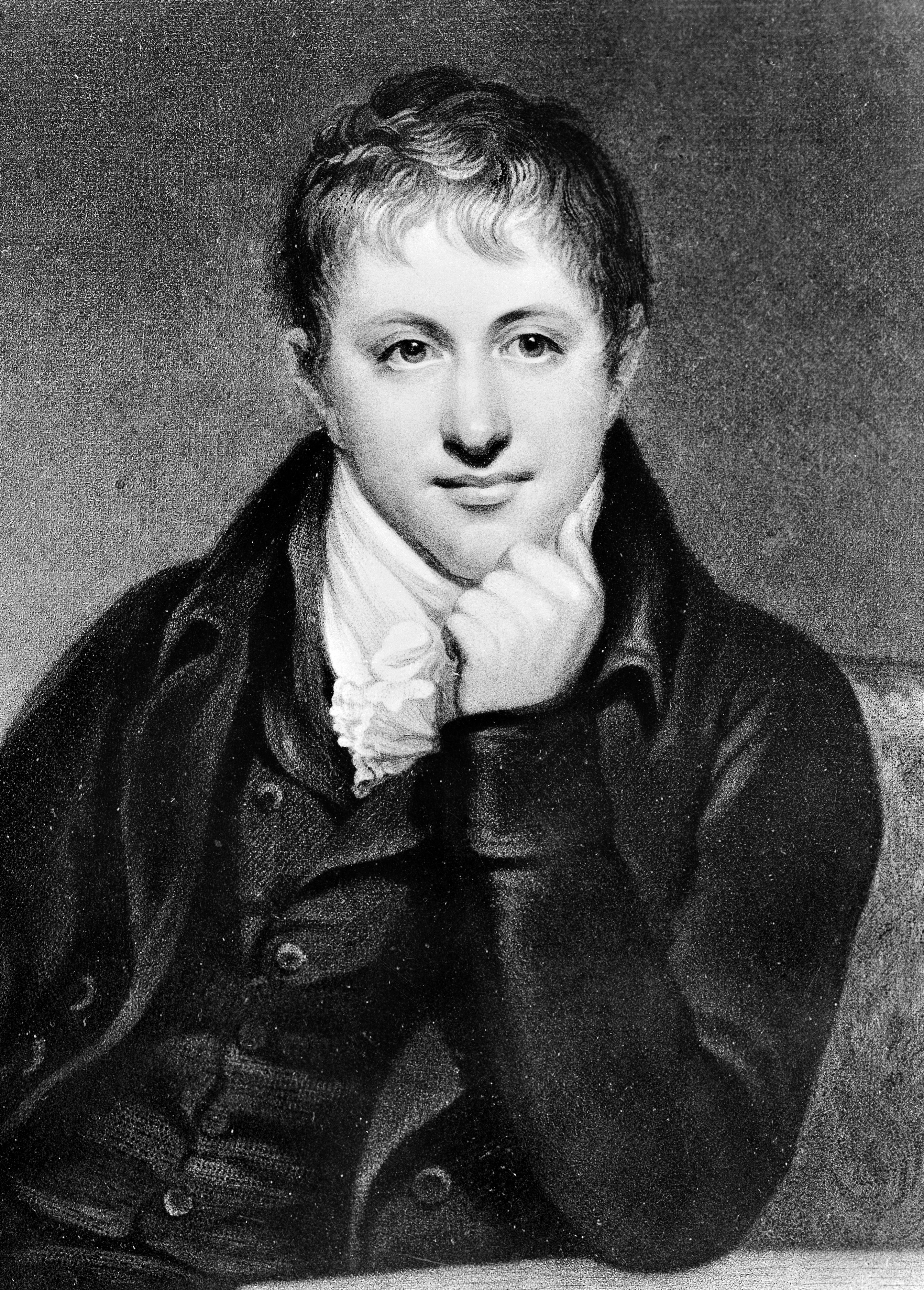
Humphry Davy, le chimiste britannique qui a donné son nom à la médaille.

La médaille Davy est une distinction scientifique décernée par la Royal Society of London, pour une « découverte récente remarquablement importante dans le domaine de la chimie ». Elle tient son nom du chimiste britannique Humphry Davy et est accompagnée d'une récompense financière de 2 000 £.
Les premiers lauréats sont Robert Wilhelm Bunsen et Gustav Robert Kirchhoff en 1877 pour « leurs recherches et leurs découvertes en analyse spectrale ». Décernée depuis sans interruption, elle est accordée annuellement et peut récompenser plusieurs scientifiques.
La médaille accompagnant la distinction est une pièce de bronze frappée à l'effigie de Davy, dont l'envers porte l'inscription : 
« The Royal Society to [nom du lauréat] in accordance with the will of Humphry Davy who devoted the testimonial presented by him the coalowners of the Tyne and Wear to the encouragement of chemical research ».

## Liste des lauréats
| Année | Nom                                                   | Travaux récompensés | Notes   |
| ----- | ----------------------------------------------------- | --- | ------- |
| 1877  | Robert Wilhelm Bunsen et Gustav Kirchhoff             | Pour leurs recherches et découvertes en analyse de spectre | [ 3 ]   |
| 1878  | Louis Paul Cailletet et Raoul Pictet                  | Pour leurs recherches, conduites indépendamment mais simultanément, sur la condensation des gaz dits permanents | [ 4 ]   |
| 1879  | Paul-Émile Lecoq de Boisbaudran                       | Pour sa découverte du gallium | [ 5 ]   |
| 1880  | Charles Friedel                                       | Pour ses recherches sur les composés organiques du silicium et autres travaux | [ 6 ]   |
| 1881  | Adolf von Baeyer                                      | Pour sa synthèse de l'indigo | [ 7 ]   |
| 1882  | Dmitri Mendeleïev et Julius Lothar Meyer              | Pour leur découverte des relations périodiques dans les masses atomiques | [ 8 ]   |
| 1883  | Marcellin Berthelot et Julius Thomsen                 | Pour leurs recherches en thermochimie | [ 9 ]   |
| 1884  | Hermann Kolbe                                         | Pour ses recherches sur l'isomérie des alcools | [ 10 ]  |
| 1885  | Jean Servais Stas                                     | Pour ses recherches sur les masses atomiques | [ 11 ]  |
| 1886  | Jean Charles Galissard de Marignac                    | Pour ses recherches sur les masses atomiques | [ 12 ]  |
| 1887  | John Newlands                                         | Pour sa découverte de la loi périodique sur les éléments chimiques | ,       |
| 1888  | William Crookes                                       | Pour ses recherches sur le comportement de substances sous l'influence d'une décharge électrique dans le haut vide | [ 15 ]  |
| 1889  | William Henry Perkin                                  | Pour ses recherches sur la rotation magnétique et ses liens à la constitution chimique | [ 16 ]  |
| 1890  | Emil Fischer                                          | Pour ses découvertes en chimie organique et spécialement ses recherches sur les hydrates de carbone | [ 17 ]  |
| 1891  | Viktor Meyer                                          | Pour ses recherches sur la détermination de densités de vapeur à hautes températures | [ 13 ]  |
| 1892  | François-Marie Raoult                                 | Pour ses recherches sur les points de solidification de solutions, et de pression de vapeur de solutions | [ 18 ]  |
| 1893  | Jacobus Henricus van 't Hoff et Joseph Achille Le Bel | En reconnaissance de leur introduction de la théorie du carbone asymétrique, et de son utilisation dans l'explication de l'activité optique de composés carbonés | [ 19 ]  |
| 1894  | Per Teodor Cleve                                      | Pour ses recherches sur la chimie des terres rares | [ 20 ]  |
| 1895  | William Ramsay                                        | Pour le partage de sa découverte de l'argon, et pour ses découvertes concernant les constituants gazeux des minéraux terrestres | [ 21 ]  |
| 1896  | Henri Moissan                                         | Pour l'isolation du fluor et l'utilisation du four électrique pour la préparation de métaux réfractaires et leurs composés | [ 22 ]  |
| 1897  | John Hall Gladstone                                   | Pour ses nombreuses contributions à la chimie, et particulièrement pour son travail d'application des méthodes optiques à la chimie | [ 23 ]  |
| 1898  | Johannes Wislicenus                                   | Pour ses contributions à la chimie organique, particulièrement au domaine de l'isomérie stéréochimique | [ 24 ]  |
| 1899  | Edward Schunck (en)                                   | Pour ses recherches sur la garance, l'indigo, et la chlorophylle | [ 25 ]  |
| 1900  | Guglielmo Koerner                                     | Pour ses brillantes recherches sur la théorie de la position des composés aromatiques | [ 26 ]  |
| 1901  | George Downing Liveing                                | Pour ses contributions en spectroscopie | [ 27 ]  |
| 1902  | Svante August Arrhenius                               | Pour l'application de la théorie de la dissociation pour expliquer le changement chimique | [ 28 ]  |
| 1903  | Pierre Curie et Marie Curie                           | Pour leurs recherches sur le radium | [ 29 ]  |
| 1904  | William Henry Perkin Jr.                              | Pour ses découvertes notables en chimie organique | [ 16 ]  |
| 1905  | Albert Ladenburg                                      | Pour ses recherches en chimie organique et particulièrement la synthèse d'alcaloïdes | [ 30 ]  |
| 1906  | Rudolph Fittig                                        | Pour ses recherches en chimie et particulièrement ses travaux sur les lactones et les acides | [ 31 ]  |
| 1907  | Edward Morley                                         | Sur la base de ses contributions à la physique et à la chimie, et en particulier pour ses déterminations des poids atomiques relatifs de l'hydrogène et de l'oxygène | [ 32 ]  |
| 1908  | William A. Tilden                                     | Sur la base de ses découvertes en chimie, notamment sur les terpènes et sur les chaleurs atomiques | [ 33 ]  |
| 1909  | James Dewar                                           | Sur la base de ses recherches à basse température | [ 34 ]  |
| 1910  | Theodore William Richards                             | Sur la base de ses recherches sur la détermination des masses atomiques | [ 35 ]  |
| 1911  | Henry Edward Armstrong                                | Sur la base de ses recherches en chimie organique et générale | [ 16 ]  |
| 1912  | Otto Wallach                                          | Sur la base de ses recherches sur la chimie des huiles essentielles, et des cyclo-oléfines | [ 36 ]  |
| 1913  | Raphael Meldola                                       | Sur la base de ses travaux en chimie | [ 16 ]  |
| 1914  | William Jackson Pope                                  | Sur la base de ses importantes contributions à la chimie structurale et organique | [ 37 ]  |
| 1915  | Paul Sabatier                                         | Pour ses recherches sur l'action de contact, et l'application de métaux finement divisés comme agents catalytiques | [ 38 ]  |
| 1916  | Henry Le Chatelier                                    | Sur la base de son éminence en tant que chimiste | [ 39 ]  |
| 1917  | Albin Haller                                          | Sur la base de ses importantes recherches dans le domaine de la chimie organique | [ 40 ]  |
| 1918  | Frederic Kipping                                      | Sur la base de ses études dans le groupe du camphre et des dérivés organiques de l'azote et du silicium | [ 41 ]  |
| 1919  | Percy F. Frankland                                    | Sur la base de ses travaux remarquables en chimie, notamment sur l'activité optique, et sur la fermentation | [ 42 ]  |
| 1920  | Charles Heycock                                       | Sur la base de ses travaux en physico-chimie et plus particulièrement sur la composition et la constitution des alliages | ,       |
| 1921  | Philippe-Auguste Guye                                 | Pour ses recherches en physico-chimie | [ 45 ]  |
| 1922  | Jocelyn Field Thorpe                                  | Pour ses recherches en chimie organique synthétique | [ 46 ]  |
| 1923  | Herbert Brereton Baker                                | Pour ses recherches sur le séchage complet des gaz et des liquides | [ 47 ]  |
| 1924  | Arthur George Perkin                                  | Pour ses recherches sur la structure des matières colorantes naturelles | [ 16 ]  |
| 1925  | James Irvine                                          | Pour ses travaux sur la constitution des sucres | [ 48 ]  |
| 1926  | James Walker                                          | Pour ses travaux sur la théorie de l'ionisation | [ 49 ]  |
| 1927  | Arthur Amos Noyes                                     | Pour ses travaux en physico-chimie, notamment dans le domaine des solutions électrolytiques | [ 50 ]  |
| 1928  | Frederick George Donnan                               | Pour ses contributions à la chimie physique et en particulier pour sa théorie de l'équilibre des membranes | [ 51 ]  |
| 1929  | Gilbert Lewis                                         | Pour ses contributions à la thermodynamique classique et à la théorie de la valence | [ 52 ]  |
| 1930  | Robert Robinson                                       | Pour ses travaux sur la constitution et la synthèse des produits naturels ; également pour ses contributions à la théorie des réactions organiques | [ 53 ]  |
| 1931  | Arthur Lapworth                                       | Pour ses recherches en chimie organique, particulièrement celles reliées à la tautomérie et au mécanisme des réactions organiques | [ 54 ]  |
| 1932  | Richard Willstätter                                   | Pour ses recherches remarquables en chimie organique | [ 55 ]  |
| 1933  | William Hobson Mills                                  | Pour ses recherches en chimie organique, et pour ses travaux sur la synthèse et les propriétés des colorants cyanines, et plus particulièrement pour ses recherches sur de nouveaux types de molécules asymétriques | [ 56 ]  |
| 1934  | Walter Norman Haworth                                 | Pour ses recherches sur la structure moléculaire des hydrates de carbone | [ 57 ]  |
| 1935  | Arthur Harden                                         | Pour ses travaux remarquables en biochimie et surtout pour ses découvertes fondamentales dans la chimie de la fermentation alcoolique | [ 58 ]  |
| 1936  | William Arthur Bone                                   | Pour son travail pionnier sur la catalyse par contact et ses recherches sur le mécanisme de combustion des hydrocarbures, la nature des flammes et des explosions gazeuses | [ 59 ]  |
| 1937  | Hans Fischer                                          | En reconnaissance de ses travaux sur la chimie des porphyrines, en particulier la détermination de leur structure détaillée par dégradation et ses synthèses de porphyrines d'importance biologique | [ 60 ]  |
| 1938  | George Barger                                         | En reconnaissance de ses recherches remarquables sur les alcaloïdes et autres produits naturels | [ 61 ]  |
| 1939  | James William McBain                                  | Pour avoir ouvert l'étude des électrolytes colloïdaux, fourni les éléments de la théorie directrice et développé le sujet | [ 62 ]  |
| 1940  | Harold Clayton Urey                                   | Pour l'isolement du deutérium, l'isotope lourd de l'hydrogène, et pour ses travaux sur cet isotope et d'autres en suivant le cours détaillé des réactions chimiques | [ 63 ]  |
| 1941  | Henry Drysdale Dakin                                  | Pour son travail pionnier dans la recherche biochimique et surtout en raison de ses contributions fondamentales à l'étude du métabolisme intermédiaire | [ 64 ]  |
| 1942  | Cyril Norman Hinshelwood                              | En reconnaissance de son travail remarquable sur le mécanisme des réactions chimiques | [ 65 ]  |
| 1943  | Ian Heilbron                                          | En reconnaissance de ses nombreuses contributions notables à la chimie organique, en particulier à la chimie des produits naturels d'importance physiologique | [ 66 ]  |
| 1944  | Robert Robertson                                      | En reconnaissance de ses recherches sur les explosifs, les méthodes d'analyse, la structure interne du diamant et les spectres d'absorption infrarouge | [ 67 ]  |
| 1945  | Roger Adams                                           | En reconnaissance de ses recherches approfondies dans le domaine de la chimie organique et de ses récents travaux dans le domaine des alcaloïdes | [ 68 ]  |
| 1946  | Christopher Kelk Ingold                               | En reconnaissance de son travail remarquable dans l'application de méthodes physiques à des problèmes de chimie organique | [ 69 ]  |
| 1947  | Linus Pauling                                         | En reconnaissance de ses contributions remarquables à la théorie de la valence et pour son application aux systèmes d'importance biologique | [ 70 ]  |
| 1948  | Edmund Hirst                                          | En reconnaissance de son travail remarquable dans la détermination de la structure des sucres, des amidons, des gommes végétales et surtout de la vitamine C | [ 71 ]  |
| 1949  | Alexander Robert Todd                                 | Pour ses études de synthèse structurale et ses réalisations en chimie organique et en biochimie, en particulier en ce qui concerne les vitamines B1 et E et les nucléosides naturels | [ 72 ]  |
| 1950  | John Simonsen                                         | Pour ses recherches remarquables sur la constitution des produits naturels, notamment les hydrocarbures végétaux et leurs dérivés | [ 73 ]  |
| 1951  | Eric Rideal (en)                                      | Pour ses contributions remarquables à la chimie des surfaces | [ 74 ]  |
| 1952  | Alexander Robertson                                   | En reconnaissance de ses recherches sur la chimie des produits naturels, en particulier la large gamme de glycosides, les principes amers et les matières colorantes hétérocycliques contenant des atomes d'oxygène | [ 75 ]  |
| 1953  | John Lennard-Jones                                    | Pour ses travaux remarquables sur les applications de la mécanique quantique à la théorie de la valence et à l'analyse de la structure des composés décimaux | [ 76 ]  |
| 1954  | James Wilfred Cook                                    | Pour ses recherches fondamentales remarquables en chimie organique | [ 77 ]  |
| 1955  | Harry Melville                                        | En reconnaissance de son travail remarquable en chimie physique et dans les réactions des polymères | [ 78 ]  |
| 1956  | Robert Downs Haworth                                  | En reconnaissance de ses contributions remarquables à la chimie des produits naturels, en particulier ceux contenant des systèmes hétérocycliques | [ 79 ]  |
| 1957  | Kathleen Lonsdale                                     | En reconnaissance de ses études remarquables sur la structure et la croissance des cristaux | ,       |
| 1958  | Ronald George Wreyford Norrish                        | En reconnaissance de ses travaux remarquables en cinétique chimique, notamment en photochimie | [ 84 ]  |
| 1959  | Robert Burns Woodward                                 | En reconnaissance de ses recherches remarquables en chimie organique et en particulier pour ses contributions à la structure et à la synthèse des produits naturels | [ 85 ]  |
| 1960  | John Monteath Robertson                               | En reconnaissance de ses remarquables travaux pionniers sur l'analyse de la structure cristalline, en particulier des composés organiques | [ 86 ]  |
| 1961  | Derek Barton                                          | En reconnaissance de ses recherches remarquables en chimie organique, notamment sur la structure et la stéréochimie des produits naturels de la série des terpènes et des stéroïdes ; et l'analyse de la conformation des structures cycliques | [ 87 ]  |
| 1962  | Harry Julius Emeléus                                  | En reconnaissance de ses recherches remarquables en chimie inorganique et de la découverte et de l'examen d'un large éventail de nouveaux composés | [ 88 ]  |
| 1963  | Edmund John Bowen                                     | En reconnaissance de ses travaux remarquables sur l'élucidation des réactions photochimiques, et pour son étude de la fluorescence et de la phosphorescence en relation avec les processus moléculaires concernés | [ 89 ]  |
| 1964  | Melvin Calvin                                         | En reconnaissance de son travail pionnier en chimie et en biologie, en particulier l'élucidation de la voie photosynthétique pour l'incorporation du dioxyde de carbone par les plantes | [ 90 ]  |
| 1965  | Harold Warris Thompson                                | En reconnaissance de ses contributions remarquables à la spectroscopie infrarouge et à son application aux problèmes chimiques | [ 91 ]  |
| 1966  | Ewart Jones                                           | En reconnaissance de ses contributions remarquables à la chimie organique de synthèse et à l'élucidation des structures des produits naturels | [ 92 ]  |
| 1967  | Vladimir Prelog                                       | En reconnaissance de son travail remarquable dans le développement de concepts stéréochimiques et sur la structure des alcaloïdes et des antibiotiques | [ 93 ]  |
| 1968  | John Warcup Cornforth et George Joseph Popják (de)    | En reconnaissance de leur travail commun remarquable sur l'élucidation de la voie de biosynthèse des polyisoprénoïdes et des stéroïdes | [ 94 ]  |
| 1969  | Frederick Dainton                                     | En reconnaissance de son travail remarquable sur les mécanismes des réactions chimiques | [ 95 ]  |
| 1970  | Charles Coulson                                       | En reconnaissance de son travail remarquable en chimie théorique | [ 96 ]  |
| 1971  | George Porter                                         | En reconnaissance de ses contributions remarquables à notre compréhension des réactions chimiques | [ 97 ]  |
| 1972  | Arthur Birch                                          | En reconnaissance de ses études remarquables sur la biosynthèse des produits naturels organiques et de son développement de nouveaux réactifs pour les processus de réduction | [ 98 ]  |
| 1973  | John Stuart Anderson (en)                             | En reconnaissance de ses contributions remarquables à la chimie, en particulier à l'étude structurelle des surfaces imparfaites et des matériaux non stœchiométriques | [ 99 ]  |
| 1974  | James Baddiley                                        | En reconnaissance de ses recherches remarquables sur la coenzyme A et de ses études sur les constituants des parois cellulaires bactériennes | [ 100 ] |
| 1975  | Morris Sugden                                         | En reconnaissance de ses contributions remarquables à la physico-chimie, notamment aux réactions qui se produisent dans les flammes | [ 101 ] |
| 1976  | Rex Richards                                          | En reconnaissance de ses contributions exceptionnelles à la spectroscopie par résonance magnétique nucléaire et à son application aux problèmes chimiques et biologiques | [ 102 ] |
| 1977  | Alan Battersby                                        | En reconnaissance de ses contributions exceptionnelles et internationalement reconnues à la biosynthèse - son démêlage méticuleux et logique des voies complexes par lesquelles les alcaloïdes et les porphyrines sont élaborés in vivo | [ 103 ] |
| 1978  | Albert Eschenmoser                                    | En reconnaissance de ses contributions remarquables à la chimie organique synthétique moderne, bien illustrées par son impressionnante synthèse totale de la vitamine B12 | [ 104 ] |
| 1979  | Joseph Chatt                                          | En reconnaissance de ses contributions remarquables à la chimie des métaux de transition et à la compréhension de la catalyse impliquant des molécules ligantes telles que les oléfines ou le diazote | [ 105 ] |
| 1980  | Alan Woodworth Johnson (de)                           | En reconnaissance de ses contributions remarquables à la chimie des produits naturels, notamment les porphyrines, la vitamine B12, les facteurs de germination des plantes et les hormones et phéromones des insectes | [ 106 ] |
| 1981  | Ralph Raphael (en)                                    | En reconnaissance de ses contributions remarquables en synthèse organique et en particulier de ses applications ingénieuses des intermédiaires acétyléniques | [ 107 ] |
| 1982  | Michael James Steuart Dewar                           | En reconnaissance de ses études remarquables sur les mécanismes d'un large éventail de réactions chimiques basées sur des calculs semi-empiriques d'ondes | [ 108 ] |
| 1983  | Duilio Arigoni                                        | En reconnaissance de sa créativité remarquable dans les domaines de la biosynthèse et de la stéréochimie bioorganique | [ 109 ] |
| 1984  | Sam Edwards                                           | En reconnaissance de ses contributions remarquables à la base théorique des aspects thermodynamiques de la chimie des polymères | [ 110 ] |
| 1985  | Jack Lewis                                            | Pour ses travaux remarquables sur la structure et la réactivité des composés d'agrégats métalliques, notamment ses travaux pionniers sur les dérivés carbido et hydrido, et les molécules organiques pi-donatrices | [ 111 ] |
| 1986  | Alexander George Ogston                               | En reconnaissance de sa proposition fondamentale sur la façon dont les enzymes traitent asymétriquement des substrats symétriques et de son analyse quantitative ultérieure des interactions entre les macromolécules qui a permis d'élucider les effets d'exclusion des polymères | [ 112 ] |
| 1987  | Alec Jeffreys                                         | En reconnaissance de ses contributions à la chimie de l'ADN humain - en particulier la découverte et l'exploitation de satellites hypervariables dans le génome humain | [ 113 ] |
| 1988  | John Pople                                            | En reconnaissance de ses nombreuses contributions à la chimie théorique, en particulier le développement et l'application de techniques de calcul des fonctions d'onde moléculaires et de propriétés | [ 114 ] |
| 1989  | Francis Gordon Albert Stone                           | En reconnaissance de ses nombreuses et remarquables contributions à la chimie organométallique, notamment la découverte que les espèces contenant des liaisons multiples carbone-métal ou métal-métal sont des réactifs polyvalents pour la synthèse de composés d'agrégats avec des liaisons entre différents éléments de transition | [ 115 ] |
| 1990  | Keith Usherwood Ingold                                | Pour avoir été le premier à étudier quantitativement les réactions des radicaux libres en solution, dans les verres et dans les organismes vivants, notamment en utilisant la résonance magnétique électronique | [ 116 ] |
| 1991  | Jeremy R. Knowles                                     | En reconnaissance de ses contributions à la chimie mécaniste intégrée à l'enzymologie, en particulier l'application de méthodes chimiques pour résoudre des problèmes biologiques fondamentaux de reconnaissance et de catalyse | [ 117 ] |
| 1992  | Alan Carrington                                       | Distingué pour la détermination et la caractérisation des spectres moléculaires des espèces transitoires | [ 116 ] |
| 1993  | Jack Baldwin                                          | Distingué pour ses contributions à la chimie bio-organique, en particulier à la compréhension de la biosynthèse des anticorps bêta-lactames | [ 118 ] |
| 1994  | John Meurig Thomas (en)                               | Pour ses études pionnières sur la chimie des solides et pour les avancées majeures qu'il a réalisées dans la conception de nouveaux matériaux pour la catalyse hétérogène | [ 119 ] |
| 1995  | Malcolm Green                                         | En reconnaissance de sa contribution à la chimie organométallique avec une application particulière aux réactions catalytiques |         |
| 1996  | Geoffrey Wilkinson                                    | En reconnaissance de sa contribution à la chimie des organométalliques de transition et au développement de la catalyse homogène et de ses travaux sur l'hydroformylation | [ 120 ] |
| 1997  | Jean-Marie Lehn                                       | En reconnaissance de ses travaux sur la chimie supramoléculaire, sur les molécules à auto-assemblage et sur les dispositifs chimiques |         |
| 1998  | Alan Fersht                                           | En reconnaissance de son travail pionnier sur l'analyse des protéines en combinant les méthodes et les idées de la chimie physico-organique avec celles de l'ingénierie des protéines, éclairant ainsi des processus tels que la catalyse enzymatique, le repliement des protéines, les interactions protéine-protéine et les interactions macromoléculaires en général qui sont dominées par la chimie de la liaison non-covalente          | [ 121 ] |
| 1999  | Malcolm H. Chisholm                                   | En reconnaissance de ses travaux de pointe en chimie inorganique, en particulier son impact majeur sur la chimie des métaux de transition et ses recherches pionnières sur les dialkylamides, alcoxydes et alkyles de dimolybdène et de ditungstène à triple liaison métal-métal, uniques en leur genre, et pour l'utilisation de ces composés dans d'autres synthèses importantes                                                           | [ 122 ] |
| 2000  | Steven Ley                                            | En reconnaissance de son invention de nouvelles méthodes synthétiques appliquées à la synthèse de produits naturels complexes, y compris ceux provenant d'insectes, de micro-organismes et de plantes. Parmi ses succès les plus remarquables figurent la synthèse de l'avermectine B1a, de la tétronasine, des milbémycines et de l'indanomycine ainsi que son important développement de synthèses courtes et pratiques d'oligosaccharides | [ 123 ] |
| 2001  | A. Ian Scott                                          | Pour ses contributions pionnières à la compréhension des voies de biosynthèse, et en particulier pour ses travaux sur la vitamine B12. Il est un leader mondial dans son domaine et l'impact de ses découvertes aura probablement un effet significatif sur la façon dont la chimie des produits naturels progressera à l'avenir |         |
| 2002  | Neil Bartlett                                         | Pour ses recherches sur les limites hautes d'oxydation des éléments les moins oxydables, en utilisant principalement du fluor. Il a décrit la nouvelle chimie des gaz nobles et les nouvelles procédures permettant d'atteindre les limites haute d'état d'oxydation pour les éléments du tableau périodique | [ 124 ] |
| 2003  | Roger Parsons                                         | Pour sa brillante carrière en électrochimie. Il a mis au point la méthode permettant de préparer, pour la première fois, des surfaces métalliques propres et nettes et de les mettre en contact avec l'électrolyte sans contamination | [ 125 ] |
| 2004  | Takeshi Oka (en)                                      | Pour ses contributions nombreuses et variées à la spectroscopie moléculaire et à ses applications, notamment en astronomie | [ 126 ] |
| 2005  | Chris Dobson                                          | Pour ses travaux sur l'application de la RMN et d'autres méthodes structurelles pour l'étude du repliement et du mauvais repliement des protéines, en particulier la formation des fibrilles amyloïdes, qui ont permis d'obtenir de nouvelles informations sur la structure et le repliement des protéines | [ 127 ] |
| 2006  | Martin Pope                                           | Pour son travail pionnier dans le domaine des semi-conducteurs moléculaires qui est maintenant devenu un domaine vaste et important de la science et de la technologie des semi-conducteurs | [ 128 ] |
| 2007  | John Simons (de)                                      | Pour ses nombreuses contributions expérimentales innovantes dans un vaste domaine de la physico-chimie, y compris la dynamique des réactions moléculaires, la spectroscopie moléculaire et, plus récemment, la chimie biophysique (en) |         |
| 2008  | James Fraser Stoddart                                 | Pour ses contributions dans le domaine de la technologie moléculaire |         |
| 2009  | Jeremy Sanders (en)                                   | Pour ses contributions pionnières dans plusieurs domaines, et plus récemment dans le domaine de la chimie combinatoire dynamique à l'avant-garde de la chimie supramoléculaire | [ 129 ] |
| 2010  | Carol V. Robinson                                     | Pour son utilisation novatrice et inédite de la spectrométrie de masse pour la caractérisation de grands complexes protéiques (en) | [ 129 ] |
| 2011  | Ahmed Zewail                                          | Pour ses contributions fondamentales à l'étude des réactions ultrarapides et à la compréhension des états de transition en chimie, ainsi qu'à la microscopie électronique dynamique. | [ 130 ] |
| 2012  | Fraser Armstrong (en)                                 | Pour son travail pionnier dans l'électrochimie des films protéiques permettant un contrôle thermodynamique et cinétique exceptionnel des oxydoréductases, comme les hydrogénases, qui sont la clé de la technologie énergétique. | [ 131 ] |
| 2013  | Graham Hutchings                                      | Pour la découverte de la catalyse par l'or et pour ses contributions fondamentales à ce nouveau domaine de la chimie | [ 132 ] |
| 2014  | Clare Grey                                            | Pour de nouvelles applications pionnières de la résonance magnétique nucléaire à l'état solide sur des matériaux présentant un intérêt pour l'énergie et l'environnement | [ 133 ] |
| 2015  | Gideon Davies                                         | Pour ses travaux visant à déterminer la chimie des réactions de transformation des glucides par catalyse enzymatique | [ 134 ] |
| 2016  | Stephen Mann                                          | Pour ses contributions remarquables à la chimie de la bio-minéralisation et pour avoir été le pionnier de la synthèse bio-inspirée et de l'auto-assemblage de nanostructures fonctionnelles et d'objets hybrides à l'échelle nanométrique | [ 135 ] |
| 2017  | Matthew Rosseinsky                                    | Pour ses avancées dans la conception et la découverte de matériaux fonctionnels, intégrant le développement de nouvelles techniques expérimentales et informatiques | [ 136 ] |
| 2018  | John A. Pyle                                          | Pour avoir joué un rôle de pionnier dans la compréhension de l'appauvrissement de la couche d'ozone mondiale par les halogénocarbures, en particulier le couplage entre la chimie, le rayonnement et la dynamique, et la vulnérabilité particulière de l'ozone arctique |         |
| 2019  | Varinder Aggarwal                                     | Pour ses méthodes révolutionnaires de couplage des esters boroniques créant des structures 3D avec un contrôle total de la forme et de la fonctionnalité, avec de nombreuses applications dans le domaine des sciences |         |
| 2020  | Ben G. Davis                                          | Pour avoir inventé des méthodes chimiques puissantes qui manipulent directement des molécules biologiques complexes, permettant l'élucidation et le contrôle de la fonction et du mécanisme biologiques in vitro et in vivo, au-delà des limites de la génétique. |         |